# Свята Барбадосу
Це список свят Барбадосу.

## Офіційні свята
- 1 січня — Новий Рік
- 21 січня — День прем'єр-міністра Еррола Барроу
- Кінець березня — початок квітня — страсна п'ятниця
- Кінець березня — початок квітня — великодній понеділок
- 1 травня — День праці
- Восьмий понеділок після Великодня — Духів день
- Перший понеділок серпня — свято кадумент
- Перший понеділок жовтня — день об'єднаних націй
- 30 листопада — День Незалежності
- 25 грудня — Різдво
- 26 грудня — День різдвяних подарунків